# En dans på rosor
En dans på rosor (eng. Deadheads) är en kriminalroman från 1983 av Reginald Hill och den 7:e boken om Pascoe/Dalziel.